# Форлани, Арнальдо
Арна́льдо Форла́ни (итал. Arnaldo Forlani; 8 декабря 1925, Пезаро, Марке, Италия — 6 июля 2023, Рим, Италия) — итальянский политик и государственный деятель. 64-й Председатель Совета министров Италии (18 октября 1980 — 28 июня 1981). Член Христианско-демократической партии Италии.

## Биография
После изучения юриспруденции в университете Урбино он сделал быструю политическую карьеру в партии христианских демократов. В 1948 году стал секретарём отделения Христианско-Демократической партии в провинции Урбино. В 1954 году стал членом Совета партии. В 1962—1969 годах — первый заместитель, с 1969 по 1973 год — секретарь Христианско-демократической партии.
В 1958 году стал первым заместителем председателя палаты депутатов Италии.
Неоднократно занимал министерские должности в Совете министров Италии.
С 1968 по 1969 год — государственный министр.
1969 — министр без портфеля (координировал отношения с НАТО).
С 1974 по 1976 год — министр обороны Италии.
С 1976 по 1979 год — министр иностранных дел.
В октябре 1980 года сформировал и возглавил кабинет министров, который не продержался у власти и восьми месяцев, после чего кабинет ушёл в отставку в связи с крупнейшим скандалом вокруг масонской ложи П-2.
В кабинете министров социалиста Беттино Кракси (1983—1987) занимал должность вице-премьера правительства.
С 1989 по 1993 год являлся депутатом Европейского парламента.
С 1989 по 1992 год — секретарь Христианско-демократической партии.
После антикоррупционной операции «Чистые руки» был вынужден уйти из большой политики. В июне 1997 года, приговорен судом к 28 месяцам заключения за получение крупной взятки от компании «Montedison» за создание  впоследствии обанкротившегося совместного предприятия с государственным нефтепромышленным объединением «Eni».
Скончался 6 июля 2023 года в своём доме в Риме в возрасте 97 лет.